# The Wolfe Tones
The Wolfe Tones ist eine irische Band, die in traditioneller irischer Musik verwurzelt ist. Sie gehört zum Subgenre der Irish Rebel Music.

## Geschichte
Benannt ist die Gruppe nach dem irischen Rebellen und Patrioten Theobald Wolfe Tone, einem der Führer der Irischen Rebellion von 1798. Zudem wird im Englischen mit wolf tone ein besonders bei Streichinstrumenten auftretendes störendes Geräusch bezeichnet.
Die Wolfe Tones starteten ihre Karriere in den frühen 1960er Jahren und führen Auftritte und Aufnahmen bis heute fort. Sie bestanden ursprünglich aus den Brüdern Derek und Brian Warfield sowie ihrem Freund Noel Nagle. Tommy Byrne gesellte sich der Gruppe kurz danach hinzu.
Ihr unerschrockenes Eintreten für die Irisch-Republikanische Bewegung führte zu Kontroversen um sie, weshalb ihre Musik bis in die 1980er Jahre in der Republik Irland nicht im Rundfunk gespielt werden durfte.
In jüngerer Zeit wurde ihre Musik aus Aer-Lingus-Flügen verbannt, nachdem der nordirische Politiker der konservativen Ulster Unionist Party Roy Beggs Jr. ihre Lieder mit Reden von Osama bin Laden verglichen hatte.
2002 verließ Derek Warfield die Gruppe, um eine Solokarriere zu starten. Er gründete später die „Young Wolfetones“, die mit viel Erfolg unterwegs sind. Die verbliebenen Musiker tourten weiterhin ununterbrochen bis 2004, wobei sie meist in kleinen Hallen auftraten. Laut ihrer Internetseite traten sie 2007 nur noch bei ausgewählten Gelegenheiten auf. Während der „Irish Summer Tour 2009“ spielten sie regelmäßig in Irland und gaben ein Konzert in der Schweiz.
Im August 2019 spielte die Band als Headliner des West-Belfaster „Féile an Phobail“-Festivals im ausverkauften Falls Park vor über 12.000 Zuschauern.
Am 23. August 2024 veröffentlichte die Band eine Single mit dem Namen „Goodbye to All Our Friends“ mit der sie ihren Abschied in den Ruhestand bekannt gab.
Obwohl das Konzert in der 3Arena in Dublin am 13. Oktober 2024 als letzter Auftritt beworben worden war, haben die Wolfe Tones inzwischen weitere Konzerte absolviert, z. B. im Juni 2025 in Liverpool und am 11. und 13. Juli 2025 im Thomond Park in Limerick. Das Konzert am 13. Juli wurde auf der Webseite und der Facebook-Seite der Band als „Final Farewell“ und endgültiger Abschluss bezeichnet; die Musiker verabschiedeten sich auch ausdrücklich von ihren begeisterten Fans. Dennoch gab es schon am Tag nach dem „Final Farewell“ in Facebook-Fangruppen die ersten Gerüchte, dass dies nicht der letzte Auftritt der Gruppe bleiben werde.

## Diskografie

### Studioalben
| Jahr | Titel                       | Höchstplatzierung, Gesamtwochen, AuszeichnungChartsChartplatzierungen (Jahr, Titel, Platzierungen, Wochen, Auszeichnungen, Anmerkungen) | Anmerkungen |
| Jahr | Titel                       | IE | Anmerkungen |
| ---- | --------------------------- | --- | ----------- |
| 2001 | You’ll Never Beat The Irish | IE20 (9 Wo.)IE |             |
| 2004 | The Troubles                | IE41 (6 Wo.)IE |             |
| 2011 | Child of Destiny            | IE74 (2 Wo.)IE |             |

Weitere Studioalben
- The Foggy Dew (1965)
- Up the Rebels (1966)
- The Rights of Man (1968)
- Rifles of the I.R.A. (1969)
- Let the People Sing (1972)
- Till Ireland a Nation (1974)
- Irish to the Core (1976)
- Across the Broad Atlantic (1976)
- Belt of the Celts (1978)
- As Gaeilge (1980)
- Spirit of the Nation (1981)
- A Sense of Freedom (1983)
- Profile (1985)
- Sing Out for Ireland (1987)
- The Dublin Rebellion 1916 (2016)

### Livealben
| Jahr | Titel                     | Höchstplatzierung, Gesamtwochen, AuszeichnungChartsChartplatzierungen (Jahr, Titel, Platzierungen, Wochen, Auszeichnungen, Anmerkungen) | Anmerkungen |
| Jahr | Titel                     | IE | Anmerkungen |
| ---- | ------------------------- | --- | ----------- |
| 2002 | The Very Best of – Live   | IE14 (16 Wo.)IE |             |
| 2004 | Live For 40th Anniversary | IE42 (8 Wo.)IE |             |
| 2020 | At Their Very Best – Live | IE53 (2 Wo.)IE |             |

Weitere Livealben
- Live Alive-Oh! (1980)

### Kompilationen
| Jahr | Titel                                                       | Höchstplatzierung, Gesamtwochen, AuszeichnungChartsChartplatzierungen (Jahr, Titel, Platzierungen, Wochen, Auszeichnungen, Anmerkungen) | Anmerkungen                              |
| Jahr | Titel                                                       | IE | Anmerkungen                              |
| ---- | ----------------------------------------------------------- | --- | ---------------------------------------- |
| 1986 | Greatest Hits                                               | IE56 (7 Wo.)IE | Charteinstieg in IE erst 2000            |
| 2000 | Millennium Celebration Album                                | IE15 (34 Wo.)IE |                                          |
| 2003 | Rebels & Heroes                                             | IE7 (17 Wo.)IE |                                          |
| 2006 | The Platinum Collection                                     | IE35 Gold · (9 Wo.)IE |                                          |
| 2008 | The Anthology of Irish Song                                 | IE20 (12 Wo.)IE | Erstveröffentlichung: 29. September 2008 |
| 2010 | The Legendary Wolfe Tones – Golden Irish Ballads Vol. 1 & 2 | IE65 (3 Wo.)IE |                                          |

grau schraffiert: keine Chartdaten aus diesem Jahr verfügbar
Weitere Kompilationen
- The Teddy Bear’s Head (1971)
- 20 Golden Irish Ballads (1984)
- 25th Anniversary (1989)
- Celtic Symphony (2006)
- 1916: The Easter Rising (2006)

### EPs
- The Teddy Bear’s Head (1967)
- I Love the Wolfe Tones (1988)
- Christmas with the Wolfe Tones (1988)

### Singles
| Jahr | Titel Album                                    | Höchstplatzierung, Gesamtwochen, AuszeichnungChartsChartplatzierungen (Jahr, Titel, Album, Platzierungen, Wochen, Auszeichnungen, Anmerkungen) | Anmerkungen |
| Jahr | Titel Album                                    | IE | Anmerkungen |
| ---- | ---------------------------------------------- | --- | ----------- |
| 1968 | James Connolly (The Irish Rebel) –             | IE15 (2 Wo.)IE |             |
| 1970 | Sliabh na mBan –                               | IE14 (8 Wo.)IE |             |
| 1972 | Snowy Breasted Pearl Let the People Sing       | IE7 (6 Wo.)IE |             |
| 1972 | On the One Road Let the People Sing            | IE20 (1 Wo.)IE |             |
| 1973 | Highland Paddy Till Ireland a Nation           | IE19 (1 Wo.)IE |             |
| 1973 | Up and Away (The Helicopter Song) –            | IE1 (8 Wo.)IE |             |
| 1975 | Rock on Rockall Irish to the Core              | IE17 (3 Wo.)IE |             |
| 1979 | Padraig Pearse –                               | IE4 (10 Wo.)IE |             |
| 1979 | The Punt / 14 Men –                            | IE19 (3 Wo.)IE |             |
| 1981 | The Streets of New York Spirit of the Nation   | IE1 (15 Wo.)IE |             |
| 1982 | Admiral William Brown A Sense of Freedom       | IE4 (7 Wo.)IE |             |
| 1983 | Farewell to Dublin A Sense of Freedom          | IE11 (6 Wo.)IE |             |
| 1983 | Irish Eyes A Sense of Freedom                  | IE3 (17 Wo.)IE |             |
| 1983 | Merman A Sense of Freedom                      | IE21 (3 Wo.)IE |             |
| 1984 | Song of Liberty Profile                        | IE2 (9 Wo.)IE |             |
| 1984 | Janie Mac I’m Nearly Forty –                   | IE16 (4 Wo.)IE |             |
| 1985 | My Heart Is in Ireland Profile                 | IE2 (13 Wo.)IE |             |
| 1986 | Dreams of Home –                               | IE6 (10 Wo.)IE |             |
| 1986 | Remember Me at Christmas –                     | IE7 (2 Wo.)IE |             |
| 1987 | Flight of Earls Sing Out for Ireland           | IE3 (22 Wo.)IE |             |
| 1988 | Flow Liffy Water –                             | IE6 (8 Wo.)IE |             |
| 1989 | Celtic Symphony –                              | IE14 (5 Wo.)IE |             |
| 1990 | Ireland’s World Cup Song –                     | IE12 (5 Wo.)IE |             |
| 2002 | You’ll Never Beat The Irish                    | IE19 (9 Wo.)IE |             |
| 2003 | A Nation Once Again Let the People Sing        | IE15 (5 Wo.)IE |             |
| 2014 | Joe McDonnell A Sense of Freedom               | IE31 (1 Wo.)IE |             |
| 2020 | Come Out Ye Black and Tans Let the People Sing | IE29 (2 Wo.)IE |             |